# Famille Carton de Wiart
Pour les articles homonymes, voir Carton et Wiart.
La famille Carton de Wiart est une ancienne famille de la noblesse belge originaire d'Ath dans l'ancien Comté de Hainaut. 

## Origine
La filiation prouvée de la famille Carton de Wiart remonte à 1610. Elle est issue de François Carton et de Marguerite Galiot.

## Personnalités
- Adrian Carton de Wiart (1880-1963), général britannique surnommé par ses hommes Peperbox à cause de ses nombreuses blessures
- Edmond Carton de Wiart (1876-1959), aristocrate belge
- Étienne Carton de Wiart (1898-1948), évêque belge
- Françoise Carton de Wiart (née en 1947), femme politique belge
- Henry Carton de Wiart (1869-1951), avocat, écrivain et homme politique belge
- Baron François Carton de Wiart, colonel belge au régiment des guides époux de Françoise de Meeûs, fille du comte André de Meeûs d'Argenteuil
  - Gouvernement Carton de Wiart, gouvernement belge de 1920 à 1921
- René Carton de Wiart (1867-1906), lieutenant-colonel au service de l'Égypte
- Maxime Carton de Wiart (1875-1944), curé de Notre Dame de l'abbaye de la Cambre
- Xavier Carton de Wiart(1899-1955), avocat et homme politique belge
- Hubert Carton de Wiart (1901-1963), aventurier, diplomate et écrivain belge
- Gudule Carton de Wiart (1903-1998), épouse du baron Paul Houtart, tous deux Justes parmi les nations (1975)
- Renée-Victoire Carton de Wiart (1918-2013), dernière bourgmestre du village de Lombise avant la fusion des communes

## Héraldique
Blasonnement des armes: d'argent à trois fasces de sinople, au lion de gueules brochant sur le tout.

## Preuves de noblesse
- Reconnaissance de noblesse en 1904[1] ;
- Diverses concessions de titres de chevalier, barons et comtes entre 1911 et 1954[1].

## Demeures et possessions
- Seigneurie de Wiart ;
- Seigneurie de Steenweghe[1].

## Alliances
Les principales alliances de la famille sont de Ryckman de Betz, Houtart, de Meeûs, de la Boëssière-Thiennes, Verhaegen, de la Kethulle de Ryhove, de Neve de Roden.

### Fonds d'archives
- Archives de la famille Carton de Wiart déposées aux Archives de l'État en Belgique. Voir en ligne.